# Michael Barry
Michael Barry (ur. 18 grudnia 1975 w Toronto) – kanadyjski kolarz szosowy. Obecnie jest zawodnikiem drużyny Sky Procycling.
Od 1995 ściga się w gronie profesjonalistów. Jego największymi sukcesami życiowymi są: 27. miejsce w Vuelta a España 2006 oraz wygrany etap w Tour of Austria 2005.
- Wzrost: 189 cm
- Waga: 68 kg